# U-623
Unterseeboot 623 foi um submarino alemão do Tipo VIIC, pertencente a Kriegsmarine que atuou durante a Segunda Guerra Mundial.
O U-623 esteve em operação entre os anos de 1942 e 1943, realizando neste período 2 patrulhas de guerra, nas quais não afundou nenhuma embarcação aliada.
Foi afundado por 6 cargas de profundidade lançadas por uma aeronave Liberator (Sqdn. 120/T)  no dia 21 de fevereiro de 1943, causando a morte de todos os 46 tripulantes.

## Comandantes
| Comandante             | Data                                         |
| ---------------------- | -------------------------------------------- |
| Oblt. Hermann Schröder | 21 de maio de 1942 - 21 de fevereiro de 1943 |

## Subordinação
Durante o seu tempo de serviço, esteve subordinado às seguintes flotilhas:
| Período                                         | Flotilha                                  |
| ----------------------------------------------- | ----------------------------------------- |
| 21 de maio de 1942 - 30 de novembro de 1942     | 8. Unterseebootsflottille (treinamento)   |
| 1 de dezembro de 1942 - 21 de fevereiro de 1943 | 6. Unterseebootsflottille (serviço ativo) |

## Operações conjuntas de ataque
O U-623 participou das seguinte operações de ataque combinado durante a sua carreira:
- Rudeltaktik Drachen (22 de novembro de 1942 - 3 de dezembro de 1942)
- Rudeltaktik Panzer (3 de dezembro de 1942 - 9 de dezembro de 1942)
- Rudeltaktik Ungestüm (11 de dezembro de 1942 - 13 de dezembro de 1942)
- Rudeltaktik Raufbold (13 de dezembro de 1942 - 18 de dezembro de 1942)
- Rudeltaktik Ritter (11 de fevereiro de 1943 - 21 de fevereiro de 1943)

## Coordenadas
1. ↑  em posição 48° 08' N 29° 37' O